# Exarchat apostolique Saints-Cyrille-et-Méthode de Toronto des Slovaques
L'exarchat apostolique Saints-Cyrille-et-Méthode de Toronto des Slovaques (en latin : Sanctorum Cyrilli et Methodii Torontini Slovachorum ritus Byzantini ; en slovaque : exarchát svätých Cyrila a Metoda byzantského obradu v Toronte) est un exarchat apostolique de rite byzantin pour les catholiques orientaux d'origine slovaque du Canada. Son territoire s'étend sur tout le territoire du Canada,. Il a été fondé le 13 octobre 1980 en tant qu'éparchie et a été rétrogradé au rang d'exarchat apostolique le 3 mars 2022. Au même moment, il est devenu suffragant de l'archéparchie de Pittsburgh des Byzantins. Auparavant, il était rattaché directement à l'Église grecque-catholique slovaque.
Ses saints patrons sont les saints Cyrille et Méthode.

## Histoire
L'éparchie Saints-Cyrille-et-Méthode de Toronto a été érigée le 13 octobre 1980 par le pape Jean-Paul II. Son premier éparque fut Michael Rusnak qui demeura en fonction jusqu'au 11 novembre 1996. Le 2 décembre 2000, le second éparque, John Stephen Pazak, entra en fonction. Le 7 mai 2016, il fut transféré comme éparque de l'éparchie de Sainte-Protection-de-Marie de Phoenix des Ruthéniens, mais il continua d'administrer l'éparchie Saints-Cyrille-et-Méthode de Toronto comme administrateur apostolique jusqu'à la nomination du troisième éparque, Marian Andrej Pacak, le 5 juillet 2018. Ce dernier démissionna le 20 octobre 2020. Kurt Burnette (en) fut alors nommé administrateur apostolique. Le 3 mars 2022, l'éparchie a été rétrogradée au rang d'exarchat apostolique.
Depuis 2016, la cathédrale de la Nativité-de-la-Mère-de-Dieu à Toronto est utilisée comme cathédrale.

## Hiérarques
- Mgr Michael Rusnak, C.SS. R. (13 octobre 1980 - 11 novembre 1996) 
  - Fr. John Fetsco, C.SS. R. - administrateur apostolique (22 novembre 1996 - 2 décembre 2000)
- Mgr John Stephen Pazak, C.Ss.R. (2 décembre 2000 - 7 mai 2016) 
  - Mgr John Stephen Pazak, C.Ss.R. - administrateur apostolique (7 mai 2016 - 5 juillet 2018)[2] ; nommé évêque de l'éparchie de Phoenix (Église grecque-catholique ruthène) aux États-Unis.
- Mgr Marián Andrej Pacák, C.Ss.R. (5 juillet 2018 - 20 octobre 2020)